# 174 (nombre)
« Cent soixante-quatorze » redirige ici. Pour l'année, voir 174.
174 (cent soixante-quatorze ou cent septante-quatre) est l'entier naturel qui suit 173 et qui précède 175.

## En mathématiques
Cent soixante-quatorze est :
- Un nombre sphénique.
- Un nombre nontotient.
- Un nombre abondant, d'abondance 12.
- Un nombre semi-parfait, une somme de ses diviseurs propres, nommément 29+58+87.
- Un nombre polygonal à 59 côtés.

## Dans d'autres domaines
Cent soixante-quatorze est aussi :
- Années historiques : -174, 174